# Le Duc des Lombards

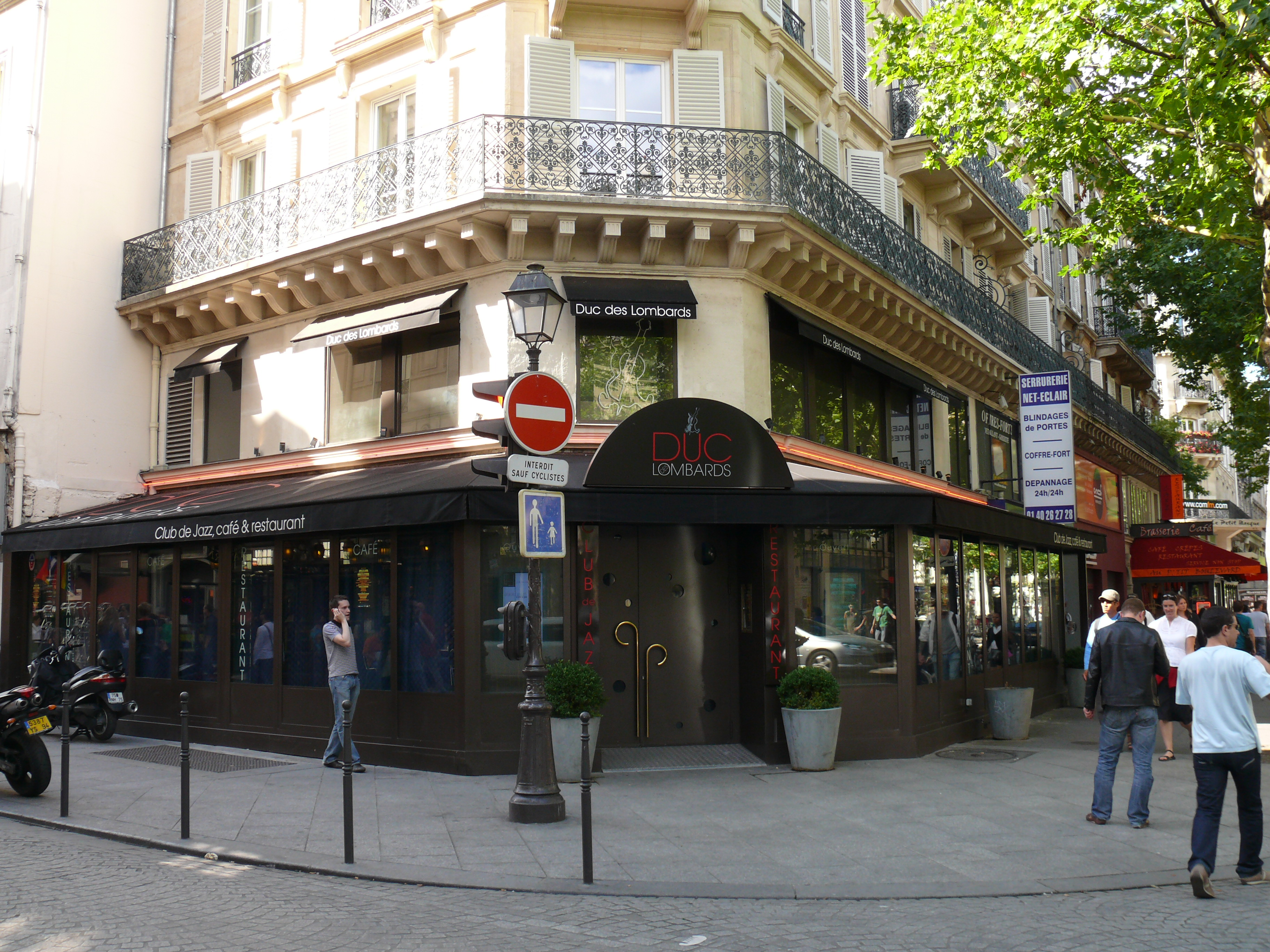
Duc des Lombards (Paris)

Le Duc des Lombards ist ein Pariser Jazzclub.
Der 1984 gegründete Jazzclub Le Duc des Lombards befindet sich in der 42 Rue des Lombards, Ecke Boulevard de Sébastopol im 1. Arrondissement von Paris. In dem Club entstanden Live-Mitschnitte von Musikern wie Laurent Coq, Richard Davis, Christian Escoudé, Michel Graillier, Bob Mintzer, Giovanni Mirabassi und Enrico Pieranunzi. 1998 wurde der Jazzclub mit dem Django d’Or in der Kategorie Jazzereignis des Jahres ausgezeichnet.
In der Episode Der Kurier, der mich liebte (engl. OT: To Courier with Love) der Zeichentrickserie Die Simpsons (Staffel 27, Episode 594) von 2017 stellt der Jazz-Club „Le Duc des Lombards“ einen Schauplatz der Handlung dar. In dieser Episode darf das Mädchen Lisa Simpson mit seinem Saxophon gemeinsam mit einer Jazz-Band auf der Bühne des Musikclubs spielen.

## Diskographische Hinweise
- Michel Graillier: Sweet Smile (1996, ed. 2004), mit Alby Cullaz, Simon Goubert
- Richard Davis Quartet: Total Package (1997), mit Andrew Cyrille, Curtis Clark, Ricky Ford
- Enrico Pieranunzi: Live In Paris (2001)
- Laurent Coq Blowing Trio (mit David El Malek und Olivier Zanot): Live @ the Duc des Lombards
- Spirit Of Life Ensemble: Live au duc (2002)
- Giovanni Mirabassi: Dal Vivo (2001)
- Sébastien Paindestre: Live @ Duc des Lombards
- Christian Escoudé: Live at Duc des Lombards (2006)
- Matthieu Boré Live au Duc des Lombards
- Nicolas Folmer / Bob Mintzer: Off the Beaten Tracks, Vol. 1: Live Au Duc Des Lombards